# Georgenplatz 9

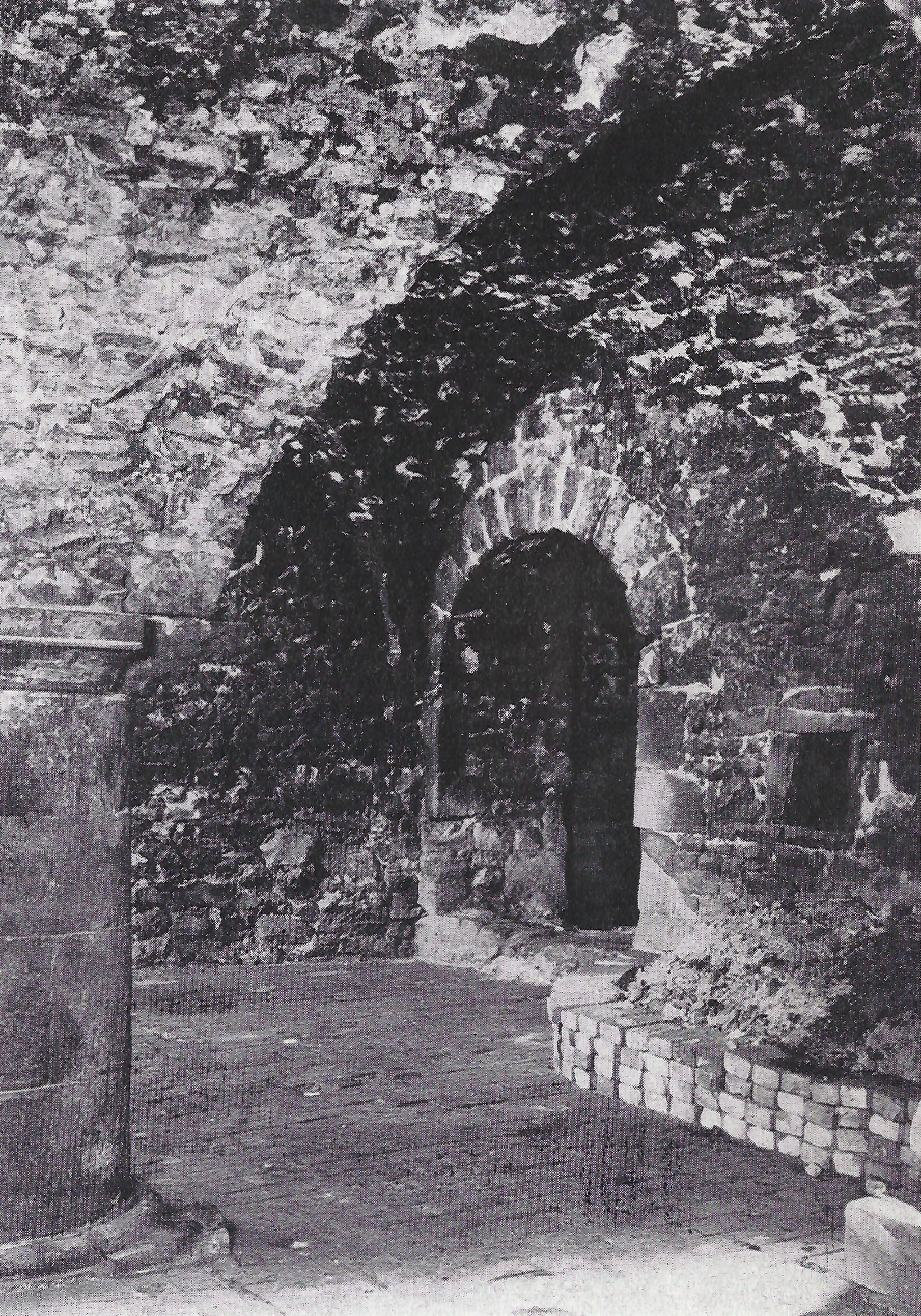
Kellergewölbe Georgenplatz 9, Blick entlang des Ostpfeilers zur Pforte des alten Kellereingangs in der Südwand

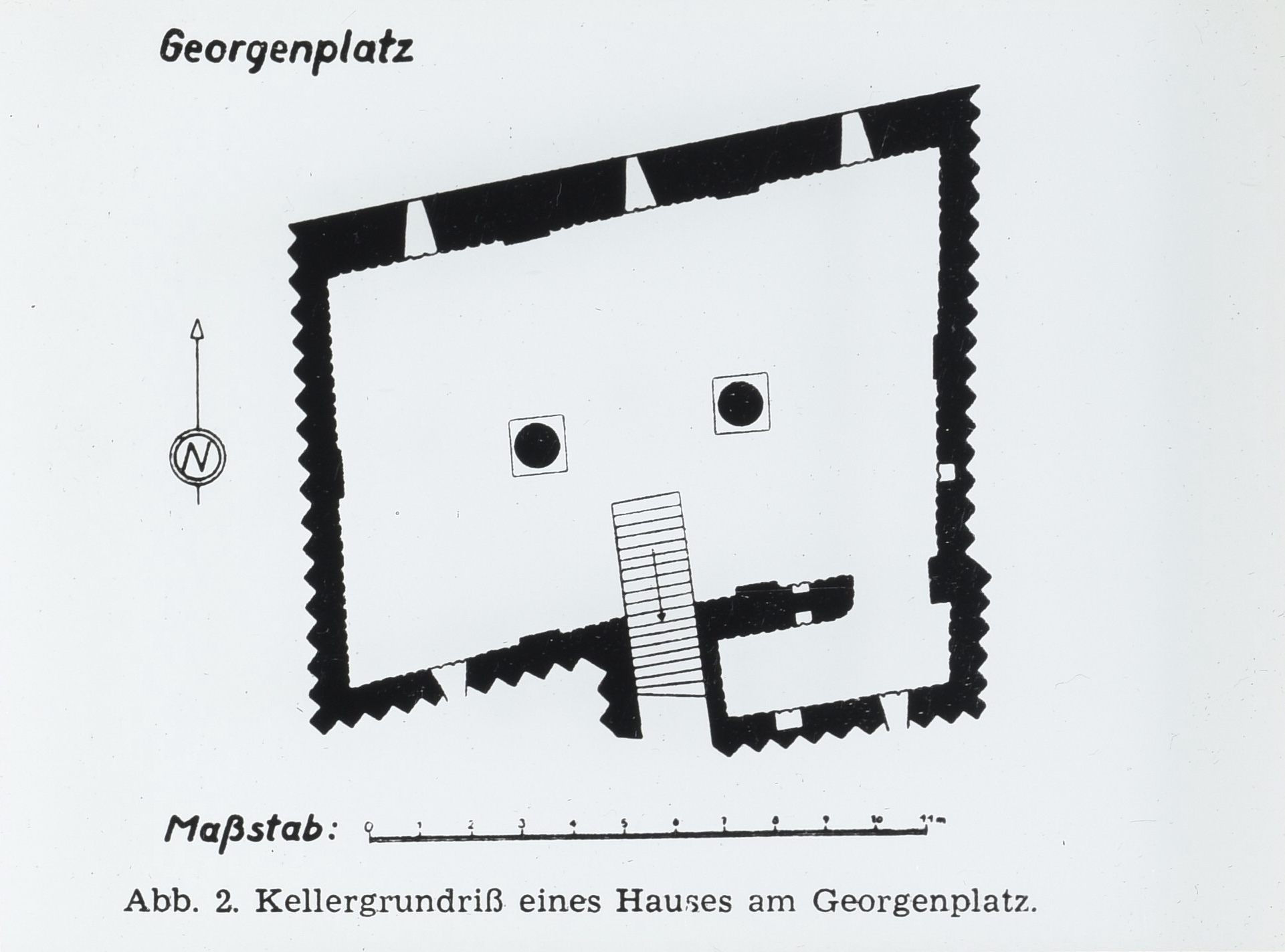
Grundriss des Kellers

Georgenplatz 9 war ein historisches Gebäude mit mittelalterlichem Kellergewölbe in Magdeburg im heutigen Sachsen-Anhalt. Das Gebäude wurde während des Zweiten Weltkriegs zerstört. Der Gewölbekeller verschwand vermutlich im Zuge der teilweisen Neubebauung des Areals nach 1960.

## Lage
Das Gebäude befand sich in der Magdeburger Altstadt auf der Südseite der Straße Georgenplatz. Heute befindet sich am ehemaligen Standort der Parkplatz westlich vom Kaufhauses Karstadt. 

## Geschichte
Das von Ernst Neubauer erarbeitete und 1931 veröffentlichte Häuserbuch der Stadt Magdeburg weist das Grundstück für das 17. und 18. Jahrhundert als hinteren Teil des Grundstücks Große Münzstraße 4 aus und gibt eine gesonderte Bebauung erst nach 1829 an.
Der Gewölbekeller entstand jedoch bereits in der ersten Hälfte des 13. Jahrhunderts. Es wird davon ausgegangen, dass zu diesem Zeitpunkt hier schon ein Gebäude begüterter Bewohner bestand. Nicht ganz klar ist, ob diese frühe Bebauung nicht mehr urkundlich dokumentiert war und so nicht in die Erarbeitung des Häuserbuchs einbezogen wurde oder ob die Zuordnung der Hausnummern ungenau ist. Die Bebauung des Nachbargrundstücks Georgenplatz 10 ist schon seit 1631 urkundlich belegt.
Im Januar 1945 wurde das Haus zerstört, das Kellergewölbe blieb jedoch erhalten. Im Oktober 1949 machte man den Keller nach den Kriegszerstörungen dann wieder zugänglich. Im März 1960 fanden archäologische Untersuchungen statt. Es wurden Schnitte vorgenommen, um so unter anderem die Gründungstiefe von Pfeilern und Mauern zu ermitteln. Unmittelbar vor der Nordwand des Kellers bestanden zu diesem Zeitpunkt Kalkbrenngruben, die der Neubebauung des Gebiets dienten und die Anlage der Schnitte beschränkten. In einem der dort ausgeführten Schnitte wurde eine Füllschicht gefunden, die Scherben aus dem 12. und 13. Jahrhundert enthielt.
An sich war ein Erhalt des Gewölbekellers geplant. Bei der Projektierung des 1973 eröffneten Centrum-Warenhauses wurde daher die unterirdische Lieferanteneinfahrt so geplant, dass das Gewölbe hätte stehen bleiben können. Es erfolgten jedoch Beschädigungen der Anlage durch Baufahrzeuge, so dass der Keller letztlich doch abgerissen wurde. Seitens eines Zeitzeugen wird jedoch angegeben, dass auf den im Centrum-Warenhaus für das Tiefgeschoss eingesetzten Plänen, ein historisches Gewölbe neben der Klimaanlage, rechts der Einfahrt eingezeichnet war. Der Bereich lag hinter eine Mauer und war so verschlossen. Danach wäre der Bereich des Gewölbes tatsächlich wie geplant nicht für die Errichtung des Warenhauses herangezogen worden. Es wäre denkbar, dass Reste des Gewölbekellers noch vorhanden sind.

## Architektur
Der Gewölbekeller war vom Grundriss her annähernd ein Parallelogramm. Die Nordwand war 12,20 Meter und die Südwand 11,80 Meter lang. Ost- und Westseite wiesen eine Länge von 7,90 Meter auf. Die Sohle des Kellers befand sich 4,65 Meter unterhalb der Erdoberfläche auf einer Höhe von 52,7 Meter NN.
Errichtet waren die Mauern mit hammerrecht zugehauenen und lagerhaft vermauerten Bruchsteinen aus Grauwacke. Im Keller standen zwei Rundpfeiler, die den Raum in zwei Längsschiffe teilten. Die Pfeiler standen auf quadratischen Plinthen mit einer Seitenlänge von einem Meter. Über den Plinthen erhoben sich Basen. Sie bestanden jeweils aus einer starken Wulst sowie schwachen Plättchen. Die vier Ecken der Basen waren ursprünglich vor der Wulst mit Eckzieren versehen, die dann jedoch nur an drei Ecken zumindest in Teilen erhalten geblieben waren. Die nordwestliche Verzierung am westlichen Pfeiler war als große blattartige Zierde mit nach unten eingerollten Seiten gestaltet. Die Südostecke war als knollenartige Struktur ausgebildet, jedoch stark geschädigt. Die Ursprungsform ließ sich nicht mehr feststellen. An der nordöstlichen Ecke des Ostpfeilers fand sich eine Verzierungen aus drei an Knospen erinnernden Verdickungen. Die Südwestecke des Pfeilers zeigte als Verzierung gleichfalls eine knospenartige Verdickung, wobei zwei Blätter seitlich nach oben eingerollt waren. Die Zierde an der Südostecke fehlte komplett, inklusive der Plinthe unterhalb. Alle weiteren Eckzierden der Pfeiler waren nur noch als Bruchstücke vorhanden.
Die Grundplatten der Pfeiler waren rund. Auf ihnen erhoben sich die aus vier übereinander angeordneten Steinkränzen bestehenden Rundpfeiler. Die Kränze waren aus Bernburger Sandstein gefertigt. Ihre Höhe nahm nach oben hin ab. Ein Pfeiler hatte eine Höhe von 1,44 Meter bei einem Durchmesser von 0,90 Metern, der andere eine Höhe von 1,40 Metern und einem Durchmesser von 0,84 Metern. Oben befanden sich ebenfalls aus Bernburger Sandstein erstellte flache quadratische Kämpferkapitelle. Auf den Kapitellen und den nur wenig aus den Wänden hervortretenden Kragsteinen setzten die Gewölbe an. Die Längsschiffe waren als Tonnengewölbe ausgeführt. Es bestanden kurze Quergewölbe, die ebenfalls tonnenartig angelegt waren und zu einem leicht angedeuteten kreuzförmigen Grat führten. Die Scheitelhöhe des Kellers fiel von Westen nach Osten hin leicht ab. Im Mittel lag sie bei 3,25 Meter (55,95 Meter NN) oberhalb der Kellersohle. Die Ausführung der Gewölbe ähnelte der der Halle an der Buttergasse.
An den rundbogig ausgeführten Schildbögen waren noch die Öffnungen der Schalbretter zu erkennen, oberhalb derer die Bruchsteine der Gewölbe gesetzt und sodann mit Mörtel verfüllt worden waren. In den drei nördlich gelegenen Schildmauern befanden sich Lichtschächte, deren untere Kante sich auf eine Höhe von 54,50 Meter NN befanden. Ihre untere Fläche stieg steil an, wobei die Lage der äußeren Kanten durch Um- bzw. Anbauten nicht mehr feststellbar waren. Der östlichste Lichtschacht der Nordseite war später vermauert worden und hatte ein aus Ziegelsteinen geformtes Kellerfenster erhalten. Außerdem war das Gewölbejoch der nordöstlichen Ecke zum Teil entfernt und eine aus Ziegeln gemauerte Preußische Kappe entstanden. In die nördliche Schildwand der Ostmauer war nachträglich eine Öffnung eingefügt worden. In der Südwand befand sich in der westlichen Schildwand ebenfalls ein Lichtschacht, dessen untere Kante sich allerdings schon auf einer Höhe von 54,15 Metern befand. Die äußere Öffnung des Schachtes war jedoch vermauert worden. Zum Zeitpunkt der wissenschaftlichen Untersuchung war die Außenseite des Schachts darüber hinaus durch Trümmerschutt nicht erreichbar.
Im mittleren Joch der Südseite befand sich ein Wanddurchbruch, durch den die 1,38 Meter breite Kellertreppe geführt wurde. Die Treppe verfügte über 19 aus Werkstein gefertigte Stufen, die jedoch zum Teil fast gänzlich zerstört waren. Der Unterbau der Treppe bestand aus mit Ziegeln gemischten Bruchsteinen. Der ursprüngliche Zugang zum Keller befand sich jedoch östlich hiervon. In der östlichen Schildmauer der Südwand  befand sich eine Rundbogenpforte. Die 1,98 Meter hohe und 1,52 Meter breite Pforte war aus Werksteinen gebaut. Die Westseite der Pforte war nach Süden hin abgerundet. Hinter der Pforte befand sich ein schmaler Raum, zu dem das Gewölbe der Pforte anstieg. Der Raum war etwa 4,60 Meter lang und 1,60 Meter breit und seine Wände ebenfalls aus Bruchsteinen errichtet. Sein Gewölbe stieg von Osten nach Westen von 55,50 Meter auf 57,13 Metern NN an. Der westlichste Teil dieses Gewölbes war jedoch zerstört und durch ein Ziegelgewölbe ersetzt worden. In der Westwand befanden sich zwischen den Bruchsteinen auch Ziegelsteine, so dass angenommen wurde, dass sie ebenfalls erst später entstand. Sie reichte nur bis zu 56,16 Metern NN. In jüngster Zeit war das oberste Stück trocken mittels Ziegeln aufgeschichtet. Es wird angenommen, dass dieser Raum den ursprünglichen Kellerzugang darstellte, wofür insbesondere der deutliche Anstieg des Gewölbescheitels sprach. Reste der hier vermutlich einmal hinaufführenden Treppe wurden jedoch nicht gefunden.
In der Südwand des Raums, direkt gegenüber der Pforte, befand sich ein ebenfalls von außen jedoch vermauerter Lichtschacht. 
Im Keller bestanden zwei Lichtnischen. Eine war in der südlichen Schildwand mit den Abmaßen 0,40 Meter breit, 0,38 Meter hoch und 0,37 Metern ab einer Höhe 54,19 Meter NN eingefügt. Eine andere befand sich in der östlichen Wand der Südmauer auf einer Höhe 53,61 Meter NN. Deren Abmaße betrugen 0,32; 0,40 und 0,19 Meter. Die Einfassungen der Nischen waren aus 0,05 bis 0,10 Meter starken Werksteinen gearbeitet. Zwei weitere Nischen befanden sich im schmalen Raum, je eine in dessen Nord- und Südwand. Beide lagen höher als im eigentlichen Kellerraum, möglicherweise, weil sie sich an der ursprünglichen Treppe orientierte. 
Die Gründung des Kellers war nur flach. Der Westpfeiler reichte nur 0,15 Meter in den Boden. Unterhalb befand sich ein 0,20 Meter tiefes Packlager, unter dem sich bei einer Höhe von 52,25 Metern der gewachsene Boden aus sandigem Löß und tiefer aus Grünsand befand. Die Mauerfundamente reichten nur in der Stärke eines Steins in den Boden. Das 1960 festgestellte Fußbodenniveau des Kellers entsprach dem des Mittelalters. Anhand der Lichtschächte ergab sich auch, dass das Bodenniveau der Kellerumgebung nicht wesentlich über den mittelalterlichen Verhältnissen lag. An der nördlichen Schildwand der Westwand befand sich ein Entlastungsbogen, der bei den archäologischen Untersuchungen näher betrachtet wurde. Auch hier war die Mauer nur 0,15 bis 0,20 Meter in den Boden eingelassen. Das Fundament ruhte jedoch auf einer 0,30 Meter starken Auffüllung. 
Der Grundriss des über dem Keller befindlichen Hauses entsprach der des Kellers. Nördlich und südlich wurde das Haus nicht von anderen Gebäuden begrenzt.